# Педерастия

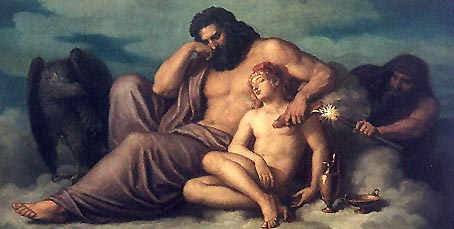
Ганимед, спящий в объятиях Зевса, картина К. Грипенкерля «Похищение огня Прометеем»

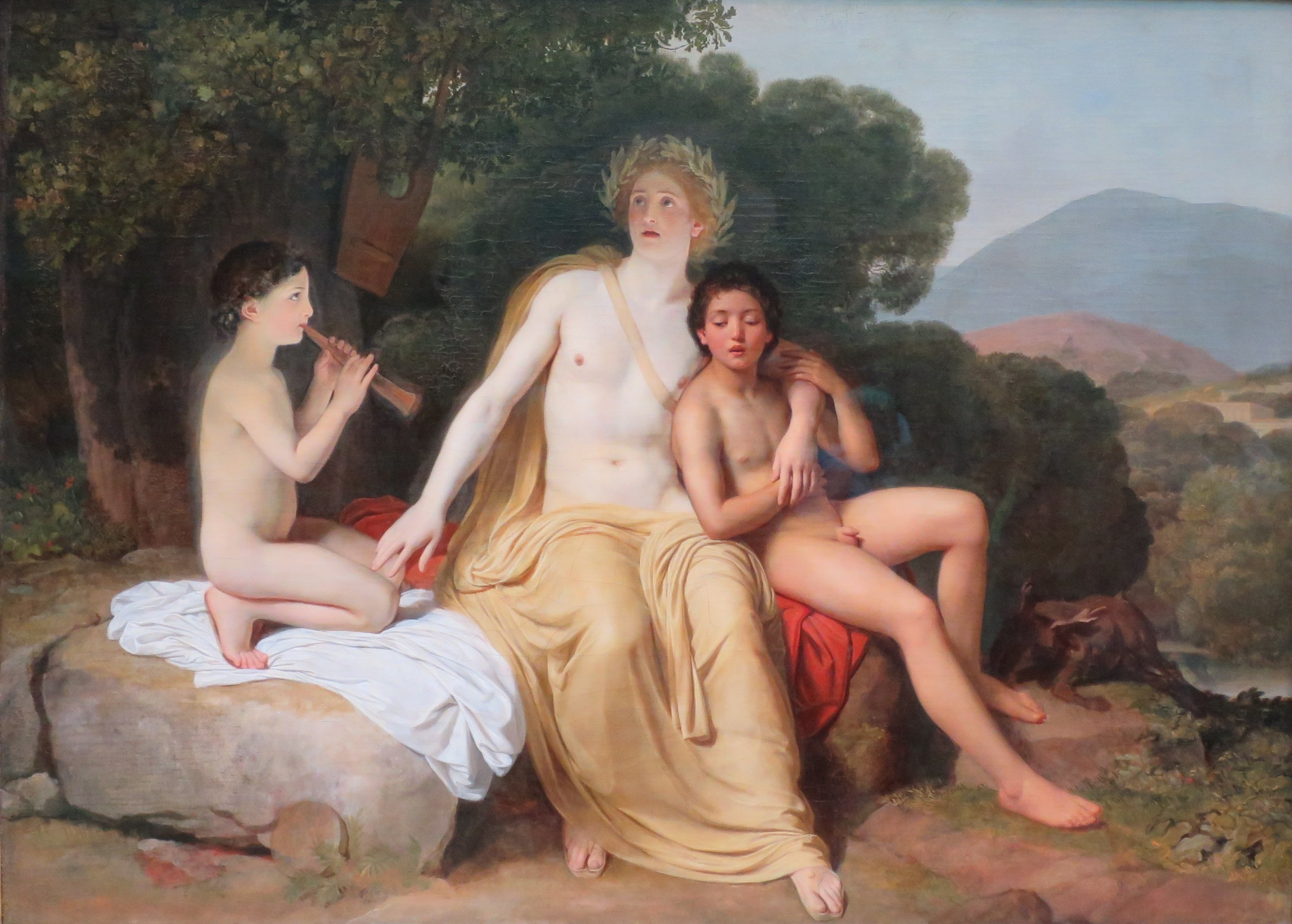
«Аполлон, Гиацинт и Кипарис, занимающиеся музыкой и пением», картина А. Иванова, 1834

Педера́стия (др.-греч. παιδεραστία;παῖς, gen.sing. παιδός «дитя; мальчик» + ἐραστής «любящий», буквально «любовь к мальчикам») — в культурно-историческом контексте: институционализированная форма любовных или сексуальных отношений между взрослым мужчиной и мальчиком-подростком (или юношей), при которой кроме сексуального аспекта определённую роль играли также педагогический и социальный аспекты.
На начальном этапе становления сексологии термином «педерастия» обозначалась мужская гомосексуальность вообще, однако затем от использования этого термина в науке отказались. В разговорном языке для обозначения мужской гомосексуальности данный пейоратив используется до сих пор.

## Этимология и история словоупотребления в русском языке
Слово «педерастия» происходит от корней παῖς (по-гречески «мальчик» и вообще «ребёнок», что содержательно примерно соответствует современному понятию «несовершеннолетний» — совершеннолетие в Элладе наступало с 18 лет) и ἐραστής (любовник). В новоевропейский обиход слово paederastia (из др.-греч. παιδεραστία) вошло в XVI веке, будучи заимствовано из диалога Платона «Пир» для обозначения сексуальной связи между зрелым мужчиной с одной стороны и подростком или юношей с другой. Но поскольку педерастия, или «греческая любовь», была наиболее распространённым термином, а также потому, что это единственная форма мужских гомосексуальных отношений, нашедшая отражение в культуре, к XIX веку частично в Европе, а особенно в России термин приобрёл значение мужской гомосексуальности вообще. Так, «Энциклопедический словарь Брокгауза и Ефрона» прямо отождествляет педерастию с мужеложством, а «Большая советская энциклопедия» даёт следующее определение: «в узком смысле — мужеложство с мальчиками, в более широком — мужской гомосексуализм»; при этом второй смысл был в XIX—XX веках основным, а первый зачастую и вовсе не упоминается словарями.
В наше время в качестве сексологического термина слово вернуло себе изначальное лексическое значение и смысл и преимущественно понимается в смысле анального коитуса между взрослым мужчиной и мальчиком. По мнению Л. С. Клейна в массовом словоупотреблении оно используется как уничижительное обозначение мужской гомосексуальности вообще.

## Древняя Греция

### Педерастия в мифологии
Мифы приписывали педерастические страсти богам: Зевс похитил Ганимеда, Аполлон любил целый ряд прекрасных юношей. Педерастия приписывалась и героям: любовниками Геракла называли возничего, племянника героя Иолая, а также Гилла, аргонавта Полифема, Абдера и Состратa; Ахилл и Патрокл в классическую эпоху однозначно воспринимались и описывались как любовная пара (хотя у Гомера прямых указаний на это нет). Обычно считалось, что обычай любить мальчиков ввёл фиванский царь Лай, отец Эдипа, который влюбился в прекрасного мальчика Хрисиппа и похитил его; впрочем, Тимей приписывает введение этого обычая критянам. Наконец, в Северной Греции изобретателем педерастии считался певец Орфей, отвратившийся от женщин после потери любимой Эвридики.

### Воспитательный характер греческой педерастии

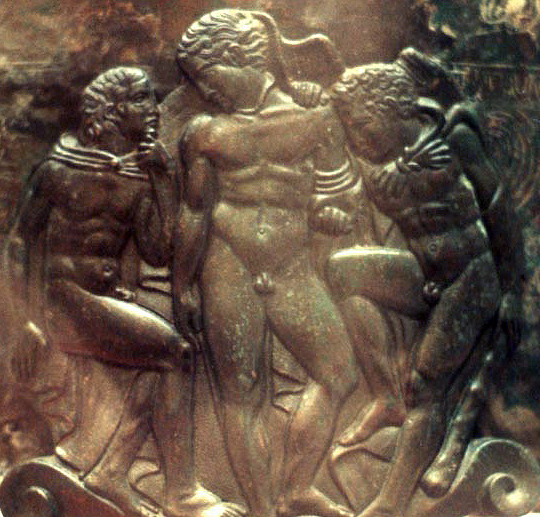
«Геракл, Иолай и Эрос», рельеф на т. н. Cista Ficoroni, IV в. до н. э.

Педерастические взаимоотношения в Греции носили воспитательный характер и не вызывали неприятия в обществе. При этом мужская гомосексуальность вне отношений между наставником и учеником считалась позорной. Также необходимо было, чтобы данные отношения одобрял отец мальчика. Мальчик вступал в такие взаимоотношения в подростковом возрасте, примерно в том же возрасте, в котором девочек выдавали замуж (около 12 лет, именно этот возраст называется Плутархом в биографии Ликурга, а также в ряде эпиграмм Палатинской антологии). Наставник должен был обучать юношу или следить за его обучением и, согласно традиции, делать ему определённые подарки. Наставник мог быть наказан за проступки воспитуемого. Часто такие взаимоотношения имели место при обучении военному делу. Особенно важную и институциональную педагогическую роль педерастия играла, с одной стороны, в воинских сообществах типа критского и спартанского, а с другой — в аристократических «товариществах» (гетериях), где связь между старшим и младшим аристократом являлась, особенно в архаическую эпоху, одним из главных средств «благородного воспитания» и передачи аристократических ценностей. Образцом кодекса аристократической этики, преподаваемого старшим любовником младшему, являются нравоучительные элегии Феогнида из Мегары, адресованные юноше Кирну.
Педерастия была идеализированной формой гомоэротизма, структурированного по возрасту, у которого, как у всех социальных явлений были и другие, менее идиллические проявления, такие как проституция или использование мальчиков-рабов в качестве наложников.

### Представления об общественной пользе педерастии

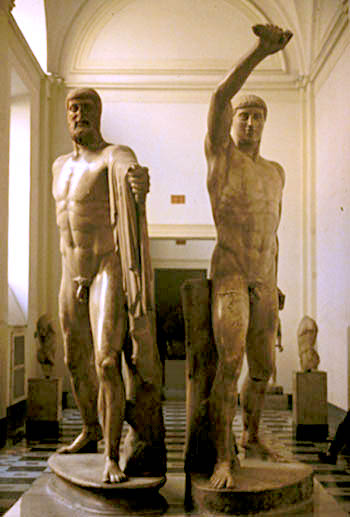
Гармодий и Аристогитон. Римская копия бронзовой группы работы Крития и Несиота, поставленной на афинском Акрополе в 476 году до н. э. после похищения первых статуй персами

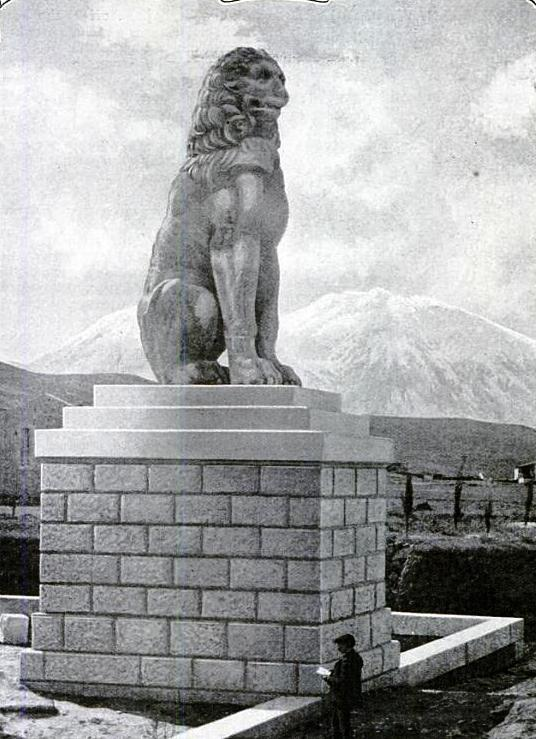
Херонейский лев — памятник на месте гибели Священного отряда

Считалось, что обществу выгоден тот факт, что дружба выполняла функцию сдерживания юноши. В Спарте, например, если он совершал преступление, наказание нёс не он, а его любовник. Такие взаимоотношения укрепляли армию, так как любовники сражались плечом к плечу, соревнуясь и стараясь блеснуть друг перед другом.
Общественная польза педерастии аргументировалась в частности тем, что мужская любовь (в отличие от расслабляющей и изнеживающей любви к женщинам) вселяет мужество и высокие помыслы; в качестве примера приводилось убийство афинского тирана Гиппарха любовниками Гармодием и Аристогитоном. В этом смысле рассуждает Федр в платоновском «Пире», а Аристотель в «Риторике» приводит такое рассуждение как пример общего места. В этой связи Платон полагает, что персы считали нужным запретить педерастию среди населения подвластных стран, так как: «тамошним правителям, я полагаю, просто невыгодно, чтобы у их подданных рождались высокие помыслы и укреплялись содружества и союзы, чему наряду со всеми другими условиями очень способствует та любовь, о которой идет речь».
В этой связи в Халкиде был популярен следующий рассказ. Когда халкидяне воевали с эретрийцами (700 год до н. э.), к ним на помощь во главе конного отряда пришёл фессалиец Клеомах. Ему предстояло во главе своей конницы первому врубиться в ряды противника. Перед битвой Клеомах спросил у своего юного возлюбленного, не желает ли тот посмотреть на битву вместе с ним. Юноша отвечал согласием, сам надел шлем на голову Клеомаха и поцеловал его. Это настолько вдохновило Клеомаха, что он отважно врубился в ряды врагов и обратил в бегство сначала конницу эретрийцев, а затем и их пехоту, но ценой своей гибели. Халкидяне в знак особой почести похоронили его на главной площади своего города, воздвигнув над могилой колонну, и сложили следующую песню:

О сыны доблестных отцов, одарённые дивно Харитами,

не откажите героям в общении с юностью вашей,

ведь вместе с мужеством цветёт в градах халкидян

освободитель Эрот.

Также широко известно было шуточное высказывание фиванского полководца Паммена, который, комментируя стих «Илиады», говорил, что ахейцам следовало строиться не по племенам и коленам, но возлюбленному рядом с любящим: «ведь родичи и единоплеменники мало тревожатся друг о друге в беде, тогда как строй, сплоченный взаимной любовью, нерасторжим и несокрушим, поскольку любящие, стыдясь обнаружить свою трусость, в случае опасности неизменно остаются друг подле друга» — поясняет Плутарх. Горгид осуществил эту идею, создав в начале IV в. до н. э. в Фивах элитный Священный отряд из 300 человек, в который вступали любовными парами; этот отряд наилучшим образом проявил себя на полях сражений и полностью полёг в битве при Херонее.

### Представление о педерастии как о высшей форме любви

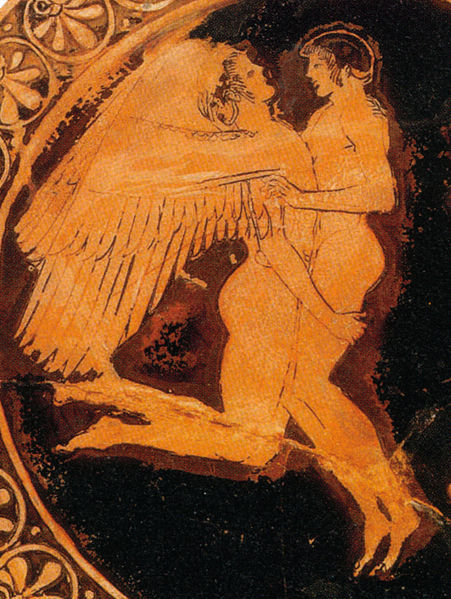
Зефир и Гиацинт. Аттический сосуд, найденный в Тарквиниях (Италия), 480-е — 470-е годы до н. э.

Педерастические отношения воспринимались греками как высшие, по сравнению с отношениями между мужчиной и женщиной, так как только в них видели интеллектуальное и духовное начало, тогда же как отношения с женщиной воспринимались как отношения чисто телесные. Наиболее ярко эта идея представлена у Платона:

Павсаний: «…Эрот же Афродиты небесной восходит к богине, которая, во-первых, причастна только к мужскому началу, но никак не к женскому, — недаром это любовь к юношам, — а во-вторых, старше и чужда преступной дерзости. Потому-то одержимые такой любовью обращаются к мужскому полу, отдавая предпочтение тому, что сильней от природы и наделено большим умом.»
— Платон. Пир
Историки единогласно объясняют такой подход чисто мужским характером греческого общества. В условиях приниженного положения женщины, она не могла удовлетворить интеллектуальным и духовным запросам мужчины; в ней видели существо низшее, пригодное только для деторождения и телесных утех, в отличие от юноши, которому открыты высокие помыслы.

### Педерастия в различных частях Греции
Иония

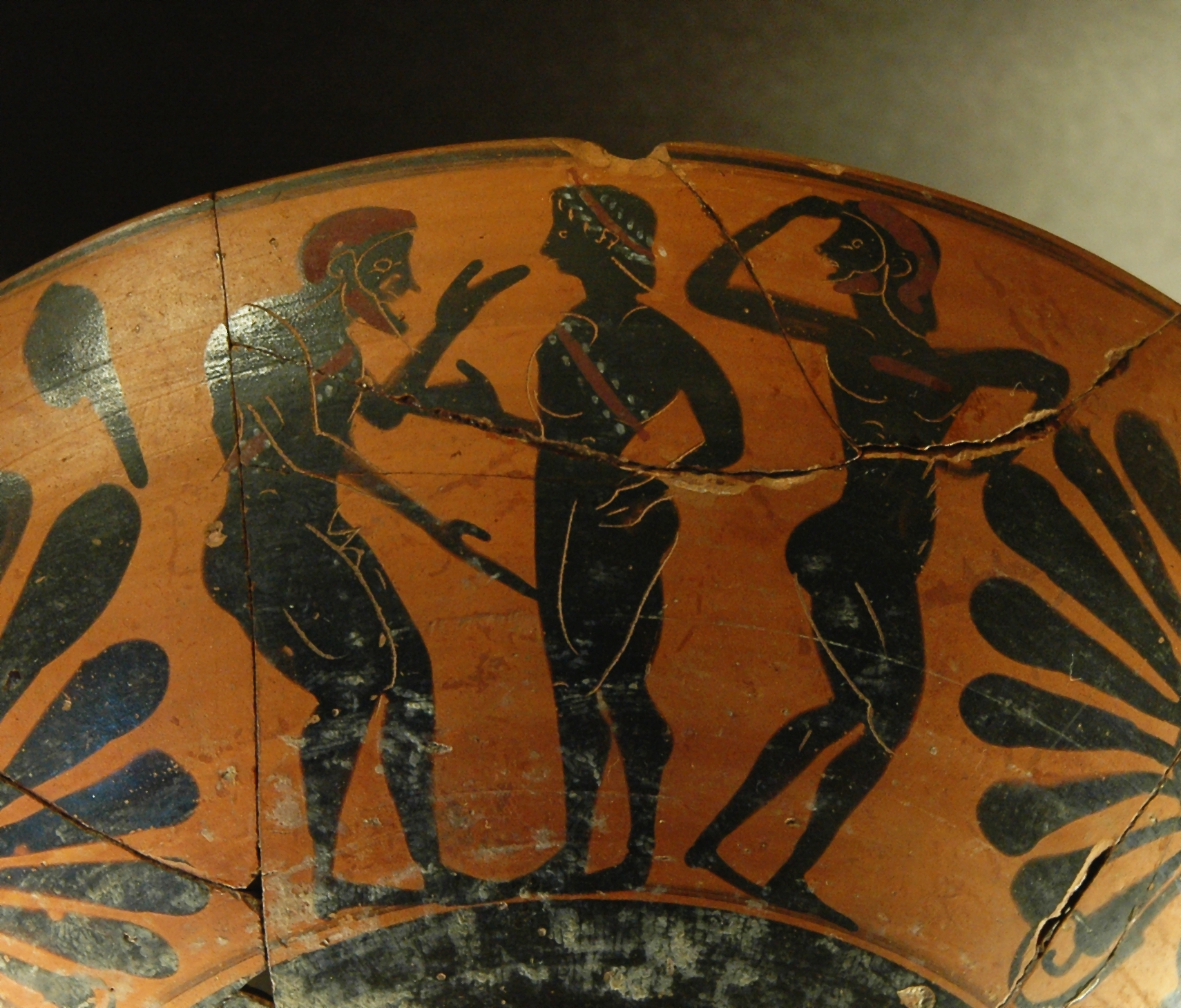
Педерастическая сцена, чернофигурная ваза, 530—520 годы до н. э., Лувр

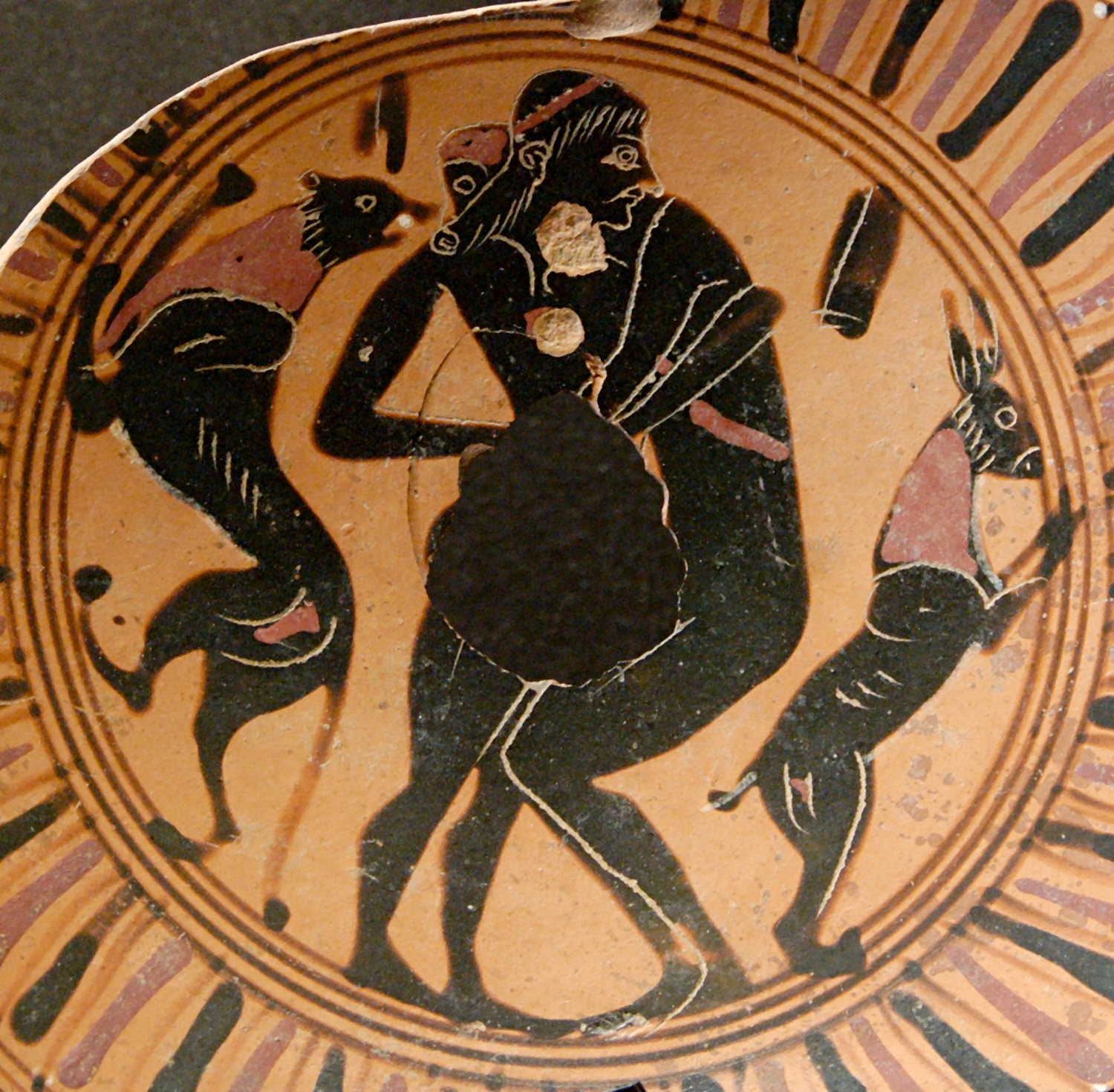
Межбедренный секс между подростком (слева, с длинными волосами) и молодым человеком (справа, с короткими волосами). Фрагмент чернофигурного сосуда, 550—525 годы до н. э.

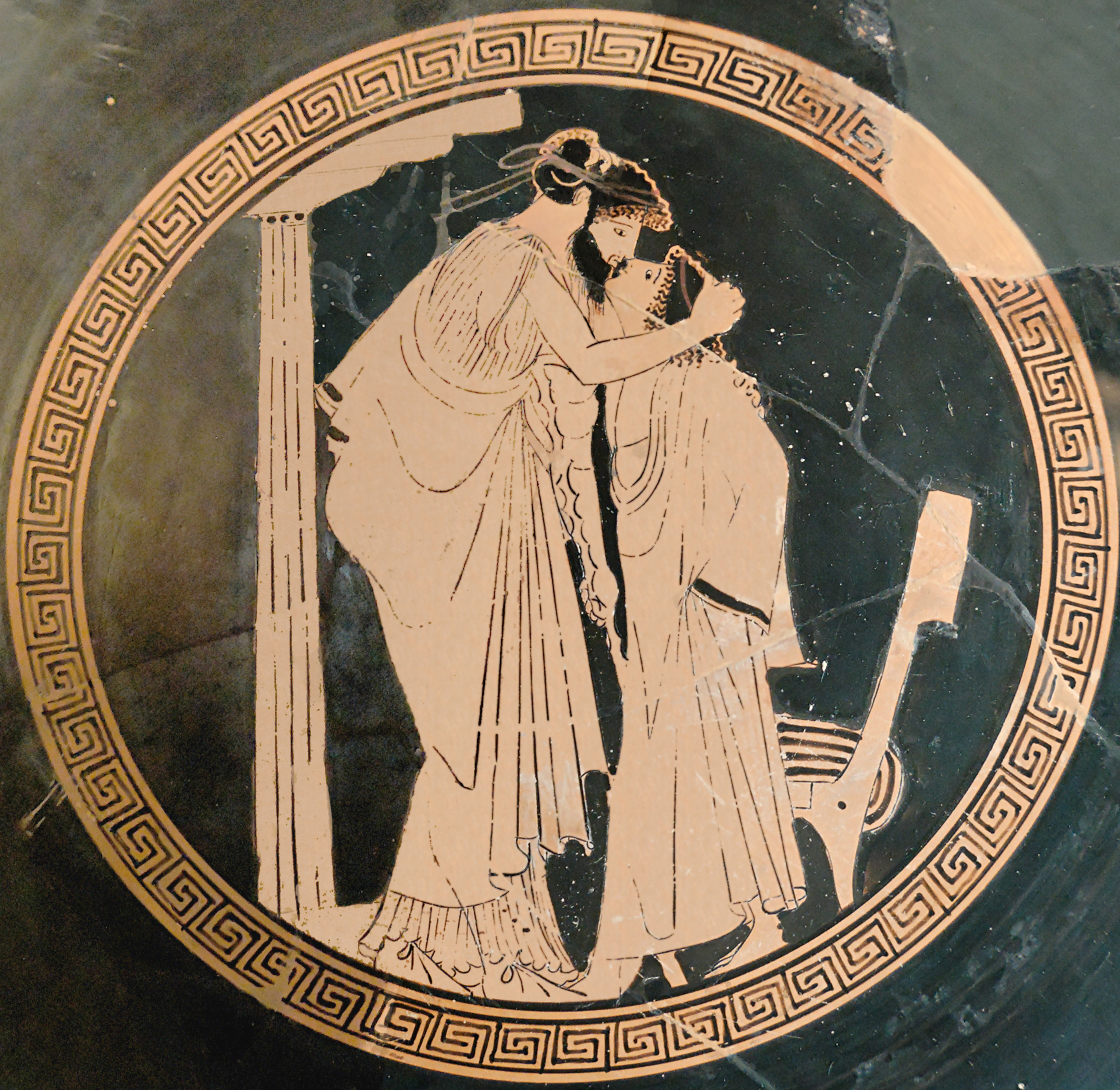
«Поцелуй» (Эрастес-любящий и эроменос-любимый), роспись краснофигурного сосуда, мастер Брисеиды, ок. 480 года до н. э.

Педерастическая сцена. Роспись краснофигурного сосуда. Неаполь. Круг Эпиктета, ок. 520—490 годов до н. э.

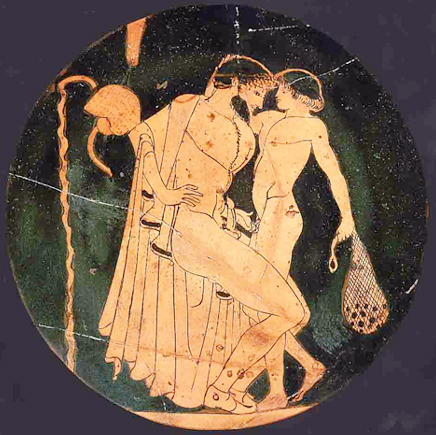
Педерастическая сцена в палестре; мальчик-эромен держит в руках сумку с игральными костями — подарок от мужчины-эрастеса. Роспись краснофигурного сосуда, Оксфордский музей

Сексуальные отношения с детьми сограждан (не рабами и не иностранцами) в ионийских полисах не приветствовались, так как считались «развратом», который лишает мальчика мужественности и бесчестит его. Это связано с распространённым на Древнем Востоке, да и почти во всем древнем мире, отношением к рецептивной роли как к «женской», а потому низшей и позорной для мужчины. Платон, как указывалось, приписывал отрицательное отношение ионийцев к педерастии «варварскому» персидскому влиянию, а также «своекорыстию правителей и трусости подданных»
Крит
Наоборот, в эолийских и дорийских полисах педерастические отношения зачастую были инстуционализированы. На Крите, например, существовал обычай похищения мальчиков. Страбон описывает его следующим образом:

У критян существует своеобразный обычай относительно любви. Дело в том, что они добывают себе возлюбленных не убеждением, а похищают их. Любовник предупреждает друзей дня за 3 или более, что он собирается совершить похищение. Для друзей считается величайшим позором скрывать мальчика или не пускать его ходить определённой дорогой, так как это означало бы признание в том, что мальчик недостоин такого любовника. Если похититель при встрече окажется одним из равных мальчику или даже выше его по общественному положению и в прочих отношениях, тогда друзья преследуют похитителя и задерживают его, но без особого насилия, только отдавая дань обычаю; впрочем, затем друзья с удовольствием разрешают увести мальчика. Если же похититель недостоин, то мальчика отнимают. Однако преследование кончается тогда, когда мальчика приводят в «андрий» (сообщество для общей трапезы) похитителя. Достойным любви у них считается мальчик, отличающийся не красотой, но мужеством и благонравием. Одарив мальчика подарками, похититель отводит его в любое место в стране. Лица, принимающие участие в похищении, следуют за ним. После двухмесячных угощений и совместной охоты (так как не разрешается долее задерживать мальчика) они возвращаются в город. Мальчика отпускают с подарками, состоящими из военного убранства, быка и кубка (это те подарки, которые полагается делать по закону), а также из многих других предметов, настолько ценных, что из-за больших расходов друзья помогают, устраивая складчину. Мальчик приносит быка в жертву Зевсу и устраивает угощение для всех, кто возвратился вместе с ним. Затем он рассказывает о своём общении с любовником, доволен он или нет поведением последнего, так как закон разрешает ему в случае применения насилия на этом празднике отомстить за себя и покинуть любовника. Для юношей красивой наружности или происходящих от знатных предков позор не найти себе любовника, так как это считается следствием их дурного нрава. Parastathentes (так называют похищенных), буквально «выбранные стоять рядом для помощи в бою» получают почётные права: при хоровых плясках и состязаниях в беге им представляют самые почётные места и разрешают носить особую одежду для отличия от других — одежду, подаренную им любовниками; и не только тогда, но даже достигнув зрелого возраста, они надевают отличительное платье, по которому узнают каждого, кто стал kleinos (прославленный). Ведь они называют возлюбленного kleinos, а любовника — philetor (любимый).
— Страбон. География, Х, IV.
В надписи с Крита, относящейся примерно к 700 году до н. э., зафиксировано личное имя Педофил.
Спарта
Противоречивые сведения имеются о педерастии в Спарте. Все авторы согласны, что обычай позволял и даже предписывал старшим воинам брать себе в любовники мальчиков с 12 лет, причём влюблённый именовался «эйспнэл» — «вдохновитель» (ει̉σπνήλας, от ει̉σπνει̃ν — «вдыхать»), а предмет любви назывался «аит» (α̉ΐτας) — «слушатель». Согласно Плутарху:

В этом возрасте у лучших юношей появляются возлюбленные. <…> И добрую славу и бесчестье мальчиков разделяли с ними их возлюбленные. Рассказывают, что когда однажды какой-то мальчик, схватившись с товарищем, вдруг испугался и вскрикнул, власти наложили штраф на его возлюбленного. И, хотя у спартанцев допускалась такая свобода в любви, что даже достойные и благородные женщины любили молодых девушек, соперничество было им незнакомо. Мало того: общие чувства к одному лицу становились началом и источником взаимной дружбы влюбленных, которые объединяли свои усилия в стремлении привести любимого к совершенству
— Плутарх Ликург, 17-18.
Элиан даже утверждает, что некоего спартанца, «во всех отношениях порядочного, но не испытывавшего любви к свободным юношам, они (эфоры) наказали за то, что обладая душевными совершенствами, он никому не дарит свою любовь; эфоры были уверены, что такой человек может сделать своего возлюбленного или какого-то другого юношу подобным себе». При этом Плутарх, Элиан и ряд других авторов утверждают, что любовь к мальчикам носила в Спарте чисто платонический характер; вступать же с мальчиками в физическую связь считалось позором, «ибо такая страсть была телесной, а не духовной», и виновные подлежали изгнанию. По словам Цицерона, спартанские обычаи допускали объятия, поцелуи и даже совместный сон, но при условии, что между любящим и любимым был положен плащ. Однако спартанские нравы известны лишь в описаниях, притом идеализированных, афинских авторов, которые имели собственные представления о должном и допустимом в педерастических отношениях и, в частности, неодобрительно относились к физическому акту (см. ниже). Современные учёные не доверяют утверждениям о платоническом характере спартанской педерастии, считая их плодом идеализации; по выражению современного комментатора, соответствующие утверждение Плутарха «находится в противоречии со многими фактами, сообщаемыми Плутархом и другими авторами». Наконец, столь осведомлённый автор, как Платон, в «Законах» дважды обвиняет спартанцев и критян, что они «извратили существующий не только у людей, но даже и у животных древний и сообразный с природой закон, касающийся любовных наслаждений». (Платон, ранее бывший певцом педерастии, в старости стал отрицать педерастию наряду с прочими проявлениями иррациональной чувственности, с его точки зрения вредной для благоустроенного государства).
По мнению немецкого исследователя Теодора Дейблера, «в Спарте эпохи расцвета всякое покушение на любовь к мальчикам имело бы разрушительное действие и было бы воспринято как безрассудство и предательство народа».
Фивы
В Фивах педерастические связи также практиковались широко и открыто, культивируясь как в среде аристократических гетерий, так и, видимо, среди простонародья; по словам Платона, в Беотии принято, без дальних уговоров и уламываний, «просто-напросто уступать поклонникам»; рецептивная роль в сексе воспринималась до такой степени естественно, что это шокировало не только жителей Ионии, но и, например, афинян. Покровителем влюблённых считался Иолай, наперсник и любимец Геракла, и влюблённые пары давали клятву на его могиле. Государственная институционализация этих связей достигла своего апогея в начале IV в. до н. э. с созданием Священного отряда из 150 любовных пар, который, однако, был лишь преемником древнего аристократического Священного отряда, погибшего в 479 году до н. э. в битве при Платеях и с тех пор на протяжении столетия не возрождавшегося.
Афины
В Афинах отношение к педерастическим связям было двусмысленным. Эту двойственность изображает Платон:

И правда, есть учесть, что, по общему мнению, лучше любить открыто, чем тайно, юношей достойных и благородных, хотя бы они были и не так хороши собой; если учесть, далее, что влюбленный встречает у всех удивительное сочувствие и ничего зазорного в его поведении никто не видит, что победа в любви — это, по общему мнению, благо, а поражение — позор; что обычай не только оправдывает, но и одобряет любые уловки домогающегося победы поклонника (…) вполне можно заключить, что и любовь и благоволение к влюбленному в нашем государстве считаются чем-то безупречно прекрасным. Но если, с другой стороны, отцы приставляют к своим сыновьям надзирателей, чтобы те прежде всего не позволяли им беседовать с поклонниками, а сверстники и товарищи сыновей обычно корят их за такие беседы (…) то, видя это, можно, наоборот, заключить, что любовные отношения считаются у нас чем-то весьма постыдным.
— Платон. Пир.
В теории, чистая и возвышенная педерастическая любовь всемерно прославлялась, тем более, что с ней была связана одна из самых славных страниц в истории Афин — убийство тирана Гиппарха; педерастический разврат осуждался, а в ряде случаев и преследовался по закону. Практическая трудность состояла в проведении чёткой границы между первой и вторым. К этой двойственности, очевидно, и восходит сократовско-платоновская идея о педерастии как высшей форме любви, однако, при этом, о нежелательности физического акта между любовниками. Происходило столь противоречивое отношение, возможно, от столкновения и причудливого переплетения высокой аристократической культуры педерастии и простонародного подозрительного отношения к ней.
Афинский законодатель Солон «издал закон, воспрещающий рабу натираться маслом для гимнастических упражнений и любить мальчиков», таким образом утверждая социальный престиж педерастии и тем, по выражению Плутарха, «некоторым образом призывая людей достойных к тому, от чего отстранял недостойных». В древности были известны гомоэротические стихотворения Солона (сохранился фрагмент, в котором он сравнивает красоту мальчиков с весенними цветами). Утверждали, что его любовником был в юности будущий тиран Писистрат. Любовную пару представляли и величайшие афинские герои — тираноубийцы Гармодий и Аристогитон. Показательно, что все эти деятели были аристократы и принадлежали к среде гетерий.
В то же самое время, законодатель был озабочен ограждением детей и подростков от сексуальных домогательств. Учителям запрещалось открывать школы и палестры до рассвета и держать их открытыми после заката (чтобы они не оставались вместе с детьми в темноте). Взрослый, который, не будучи близким родственником ученика, проникнет в помещение школы (начальной школы, для детей младшего возраста) — подлежал смертной казни. Если мальчик отдавался за деньги с ведома или по воле отца (или опекуна), отец/опекун подлежал наказанию по закону. Также всякое лицо, склоняющее мальчика к проституции (то есть отдаче за деньги), сурово наказывалось по Закону о сводничестве. Однако, по ироническому выражению Аристофана, за деньги отдаются только «развратные мальчики», тогда как «хорошим мальчикам» деньги не нужны… а нужны кони и охотничьи собаки. Хотя роскошные подарки такого рода, конечно, сильно отличались от игральных бабок, петухов или даже перепелов, которых обычно дарили мальчикам любовники, и подоплёка подобной «любви» была очевидна, формально мальчик в этом случае лишь дозволенно «принимал подарки», и криминала здесь не было.
Хремил

А вот гетеры, говорят, коринфские,

Пристань к ним бедный, так они внимания

Не обратят совсем, а для богатого

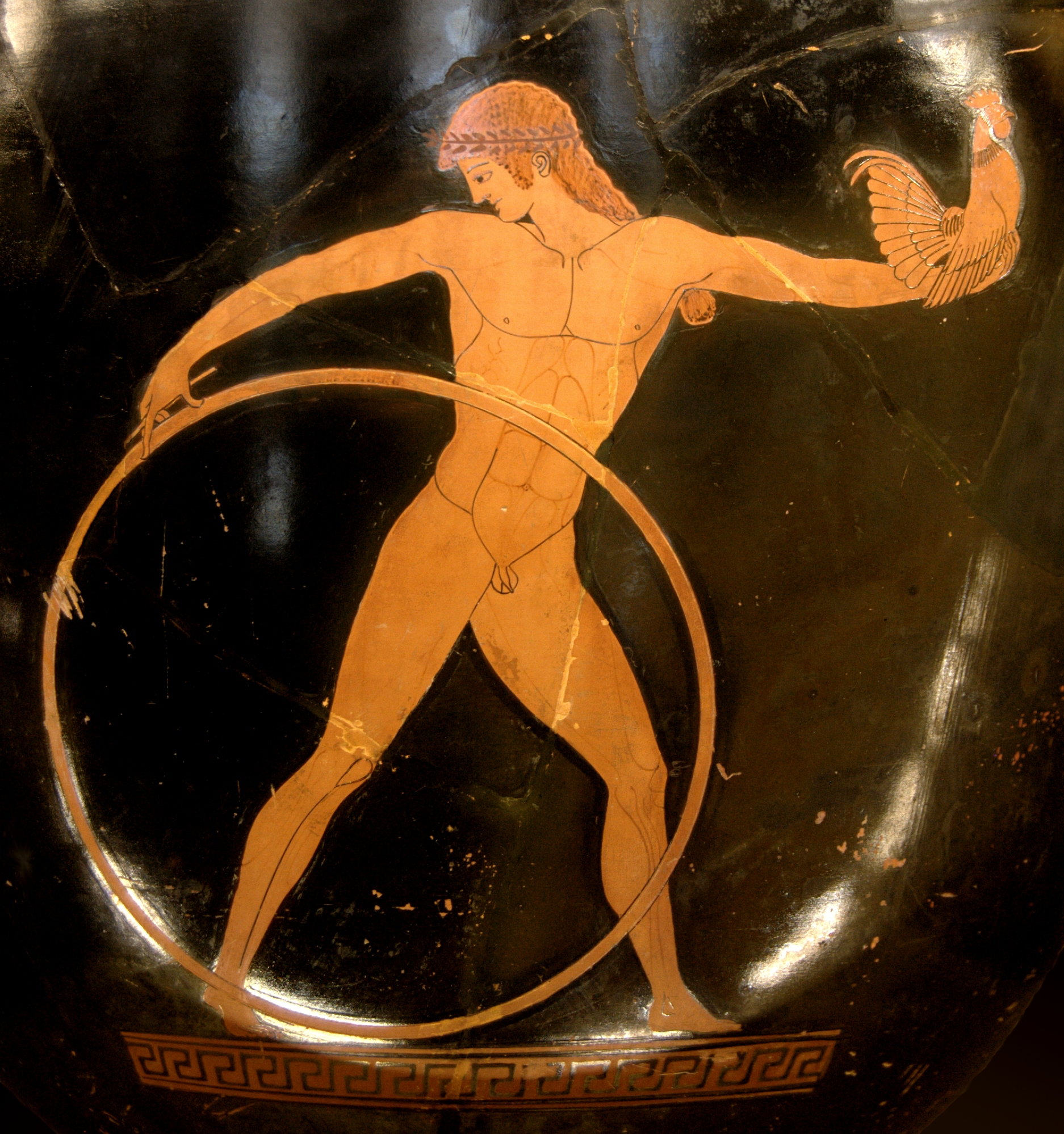
Ганимед с обручем и петухом (петух был обычным подарком любящего возлюбленному). Т. н. «Берлинский мастер», Лувр, ок. 500 года до н. э.

Вертеть сейчас же начинают задницей.

Карион

И мальчики, как слышно, то же делают —

Не по любви, а по корыстолюбию.

Хремил

Да, мальчики развратные; хорошим же

Не надо денег вовсе.

Карион

Что ж им надобно?

Хремил

Кому — коня, кому — собак охотничьих.

Карион

Стыдятся, видно, деньги прямо требовать;

Название не то, да те же мерзости.
— Аристофан. «Плутос»
Несовершеннолетний (до 18 лет), «предающийся распутству» (то есть легко, тем более корыстно, отдающийся), не подлежал юридической ответственности, но подлежал моральному осуждению. Когда подросток Алкивиад исчез из дома, сбежав к любовнику, его опекун Перикл отказался давать через глашатая объявление о пропаже ребёнка со следующей мотивировкой: «Если он умер, мы узнаем об этом только на день позже, если же жив, мы опозорим его на всю жизнь». В своей речи против Тимарха Эсхин заявляет, что не будет говорить о его детских «безобразиях над своим телом», считая их как бы амнистированными за прошествием срока давности — то есть во всяком случае считает «распутное» поведение юного Тимарха недопустимым.
С момента включения в гражданские списки (18 лет) принятый в 450 году до н. э. закон уже карал тех, кто «станет предаваться распутству», атимией то есть гражданским бесчестием. Но в реальности этот закон применялся, видимо, редко и скорее в качестве повода, например, для устранения политического противника (как в процессе Эсхина против Тимарха, закончившемся осуждением последнего — речь Эсхина сохранилась до наших дней). Судя по комедиям Аристофана, словечко «широкозадый» (буквально «с раздвинутой задницей»), намекающее на гомосексуальный разврат, было очень распространённым оскорблением-обвинением. Однако Эсхин в своей речи подробно останавливается на необходимости отделять разврат и проституцию — от бескорыстной и возвышенной любви, «чистого и благородного чувства», которое дало Афинам Гармодия и Аристогитона. Это требуется оратору, чтобы предупредить попытки Тимарха представить его позицию как нападки на педерастию и гомосексуализм вообще, а затем воспеть хвалу этим явлениям, чем Тимарх и намеревался снискать симпатии судей. Показательна система неотразимых для афинянина аргументов, которую предугадывает Эсхин в речи Тимарха и которую он сам не пытается опровергнуть, а только указывает на её неприменимость в данном случае:

Он укажет в качестве примера прежде всего на ваших благодетелей — Гармодия и Аристогитона, — и будет подробно рассказывать об их верности друг другу и о том, сколь полезным оказалось это обстоятельство для нашего города. (…)Он будет петь гимны пылкой дружбе, которая, по преданию, связывала Патрокла и Ахилла. Он будет прославлять перед вами красоту, как будто и без него её не считали с давних пор благом, когда она сочетается со скромностью. (…) Ведь это будет нелепо, полагает он, если сначала, когда вам предстоит стать отцами, вы все будете желать своим ещё не родившимся сыновьям обладать от природы благородной внешностью и быть достойными нашего города, а затем, когда они действительно родятся такими, что ими может гордиться город, вы, послушавшись, как видно, Эсхина, будете клеймить их позором, если своей исключительной красотой и прелестью они поразят кого-либо и вызовут соперничество из-за своей любви.
— Эсхин. Против Тимарха

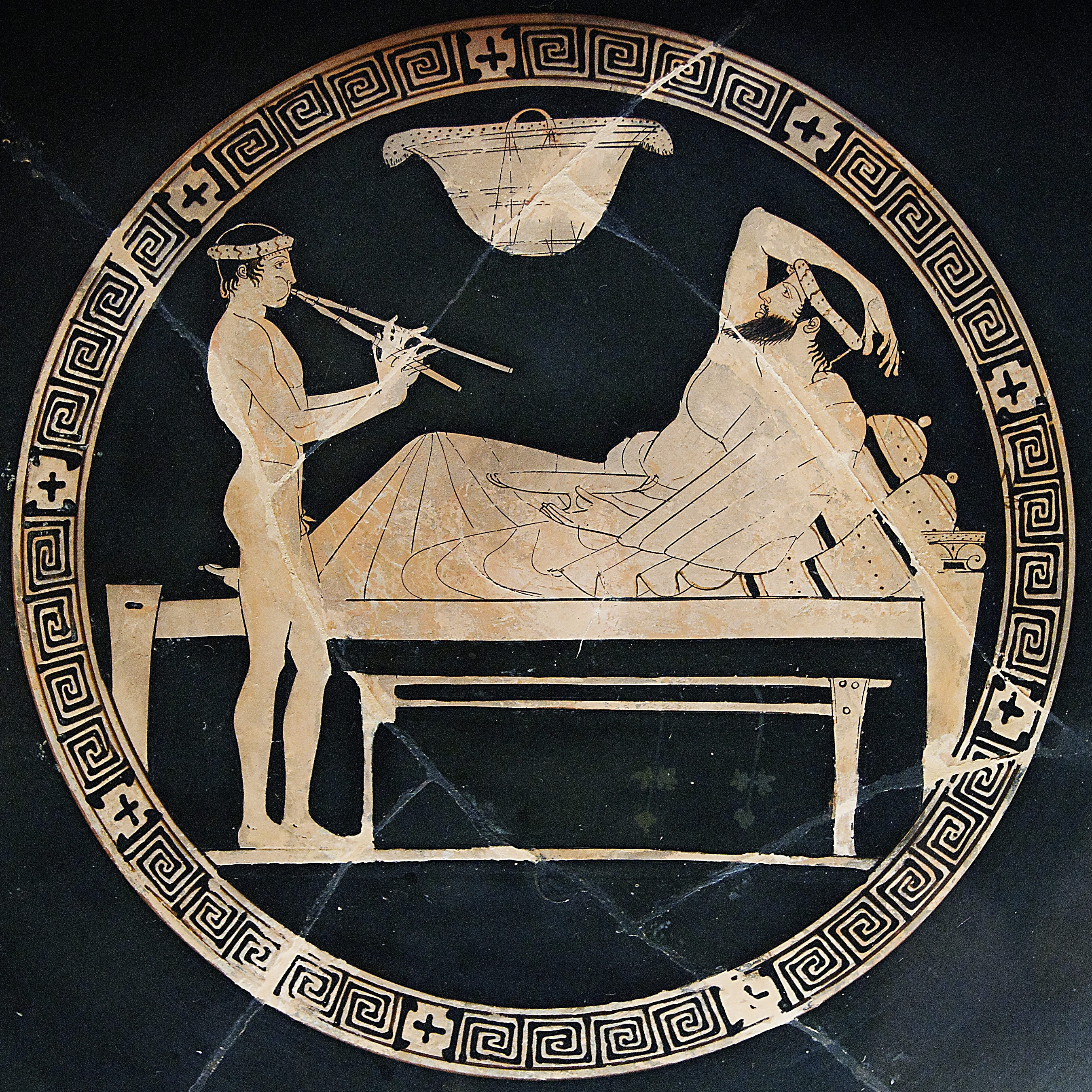
Пирующий мужчина и обнаженный мальчик-флейтист. Работа Еваиона, 460—450-е годы до н. э., Лувр

Моральные вопросы, связанные с «распутством» и проституцией, касались только граждан и их детей. В отношении детей неграждан этих проблем не видели: среди речей Лисия есть речь на процессе, возникшем по итогам драки из-за мальчика-платейца. Истец обосновывает свои права на мальчика тем, что заключил с ним формальный договор о сожительстве и заплатил ему 300 драхм (очень крупная сумма), ответчик же, для которого и написана речь, опровергает и говорит о попытке насильственного увода мальчика, в частности указывая: «если бы это (заключение договора) была правда, то ему следовало бы пригласить как можно больше свидетелей и договориться об этом деле законным порядком». Такого рода ссоры и драки были вообще бытовым явлением. Эсхин признаётся во «всевозможных оскорблениях и побоях, которым я подвергся из-за своих любовных дел», считая ссоры на почве соперничества «обычными», а клиент Лисия говорит, что стеснялся подавать в суд по поводу драки, чтобы не выглядеть посмешищем (однако соперник сам подал иск, представив своё ранение в драке как покушение на убийство).
В отношении детей неграждан не допускалось только изнасилования: Закон о насилии карал даже за изнасилование раба (чужого), как объясняет Эсхин, не ради самих рабов, но ради того, чтобы отвратить афинян от насилия. При этом, существовали публичные дома с мальчиками-рабами. В такой публичный дом в юности был продан будущий философ и ученик Сократа Федон из Элиды.

### Педерастия в греческой литературе и искусстве

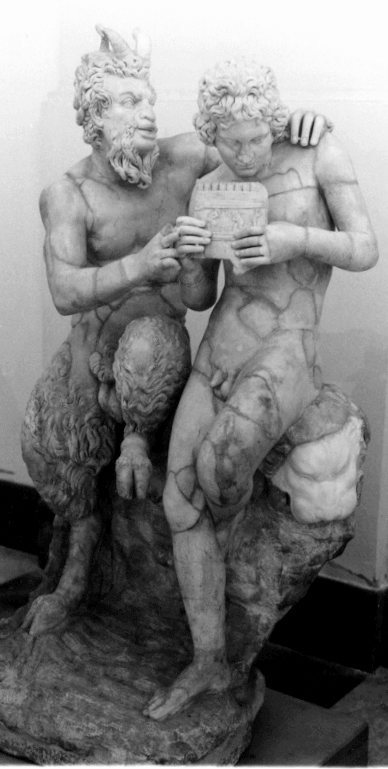
«Пан обучает Дафниса игре на сиринге», секретный кабинет неаполитанского музея

Элегии и эпиграммы гомоэротического характера, обращённые к любовникам и воспевающие любовь к мальчикам и юношам, писали почти все поэты Греции; большая часть этого наследия погибла в византийскую эпоху, однако сохранился ряд отрывков и небольших эпиграмм, как например эпиграмма Мелеагра:
Мальчик прелестный, своим ты мне именем сладостен тоже,

Очарователь — Мииск; как же тебя не любить?!

Ты и красив, я Кипридой клянусь, красив совершенно.

Если ж суров, — то Эрот горечь мешает и мёд— Antologia Palatina XII 144
Писал педерастические эпиграммы и Платон:
Душу свою на губах я почувствовал, друга целуя:

Бедная, верно, пришла, чтоб перелиться в него.
— Платон Лирика.
Целый ряд эпиграмм, воспевающих мальчиков, дошёл от Стратона из Сард, из них знаменита одна, пользовавшаяся популярностью и потому, видимо, отражавшая не только его личные, а общераспространённые вкусы и взгляды:

Цвет юности двенадцатилетнего мальчика поистине желанен, но в тринадцать лет он ещё более восхитителен. Ещё слаще цветок любви, расцветающий в четырнадцать лет, а к пятнадцати годам его очарование возрастает. Шестнадцать лет — это божественный возраст.
— Strato, XII, 4 — Antologia Palatina
Из греческих прозаических произведений, касающихся темы педерастии, наиболее известен «Пир» Платона; к нему по теме примыкает и одноимённый диалог Ксенофонта. У Ксенофонта Сократ между прочим говорит:

То, что ты, Каллий, влюблён в Автолика, весь город знает, да многие думаю, и из приезжих. Я всегда был в восторге от тебя, а теперь ещё гораздо больше, потому что вижу, что предмет твоей любви — не утопающий в неге, не расслабленный ничегонеделанием, но всем показывающий силу, выносливость, мужество и самообладание. А вожделение к таким людям служит показателем натуры возлюбленного.

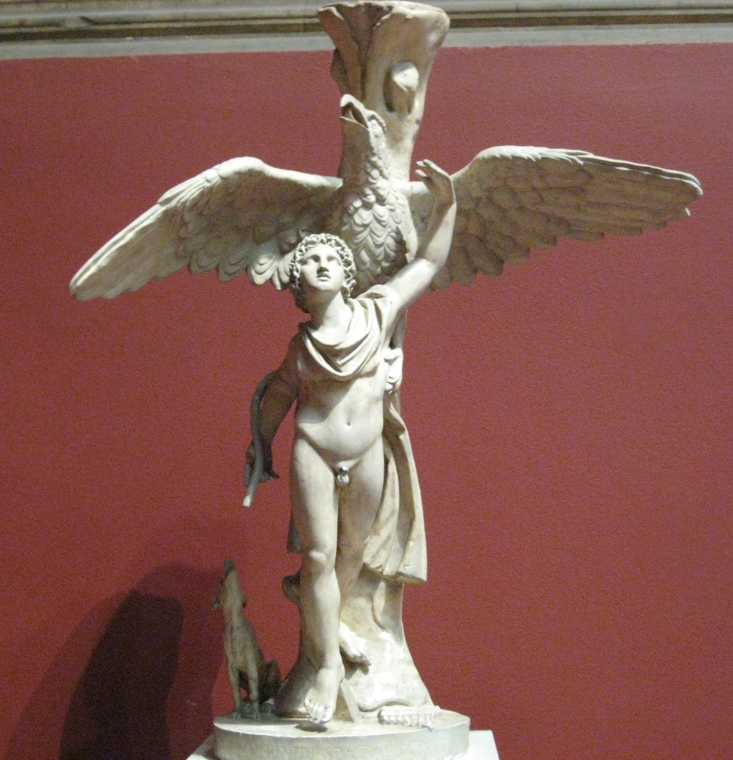
«Похищение Ганимеда». Скульптура Леохара

При том, что в обоих диалогах Сократ отстаивает преимущество духовной любви к мальчикам перед телесной, древнегреческая литература показывает, что атмосфера была буквально пропитана направленной на мальчиков и юношей сексуальностью, выражением которой, в конечном счёте, была и «платоническая», точнее сократическая, любовь. Вот например какой бытовой сценкой начинается один из диалогов Платона — «Соперники»:.

(Сократ): Я вышел из училища грамматиста Дионисия и увидел там юношей, известных своим прекрасным обликом и славным происхождением; узрел я также и их поклонников. <…> Не знаю, что испытывали при этом их поклонники, сам же я был потрясен: меня всегда сражают своей красотой юноши

(Хотя здесь употреблено слово «юноши», явно имеются в виду подростки-школьники).
В своём сниженном виде, в виде «педомании» (как называли в Греции болезненное пристрастие к сексу с мальчиками) педерастия представлена в комедии Аристофана «Птицы». На вопрос об идеальном обществе, в котором он предпочёл бы жить, герой комедии Писфетер описывает город, в котором можно получить выговор за то, что ты не домогался соседского мальчика (рисуя при этом, в комически инвертированном виде, яркую сценку бытового скандала из-за таких домогательств):

Пускай отец смазливенького мальчика Меня бранит, когда со мною встретится: «Прекрасно, нечего сказать, с сынком моим Ты поступил! Помывшись, из гимнасия Он шел. Его ты видел. Ты не стал его Ни целовать, ни лапать, ни тащить к себе. И другом быть мне хочешь после этого».

Царь птиц Удод резонерски замечает на это: «Несчастный человек, желаешь гадостей!». Однако, такой грешок не мешает Писфетеру быть главным положительным героем комедии, носителем авторских идей, которому предназначается сочувствие зрителей.
В греческом искусстве нередко встречаются гомоэротические мотивы, а в вазописи и сцены ухаживаний за мальчиком, однако показательно, что нет сцен сексуального акта (в отличие от изображений секса с женщинами, подчас очень откровенных). По-видимому это связано с тем, что рецептивная позиция в сексе воспринималась как недостойная для мужчины. Максимум, до чего доходит художник — изображает мужчину, ласкающего гениталии мальчика. Мальчик при этом в большинстве случаев изображён пассивно воспринимающим ласки, однако найдены также изображения, на которых член мальчика эрегирован.

### Общие оценки греческой педерастии
По оценке Ганса Лихта, «греческая любовь к мальчикам является свойством характера, опирающимся на эстетические и религиозные основания. Её целью, в осуществлении которой ей помогает государство, является сохранение последнего и укрепление основ гражданских и личных добродетелей. Она не враждебна браку, но дополняет его как важный воспитательный фактор». Согласно Игорю Кону, «гомоэротическая дружба-любовь между мужчиной и мальчиком (юношей) становится уникальным и незаменимым институтом социализации. Дополняя то, чего не могли обеспечить другие социальные институты, она фокусировала в себе весь эмоциональный мир личности и была исключительно значима для обеих сторон».

## Древний Рим

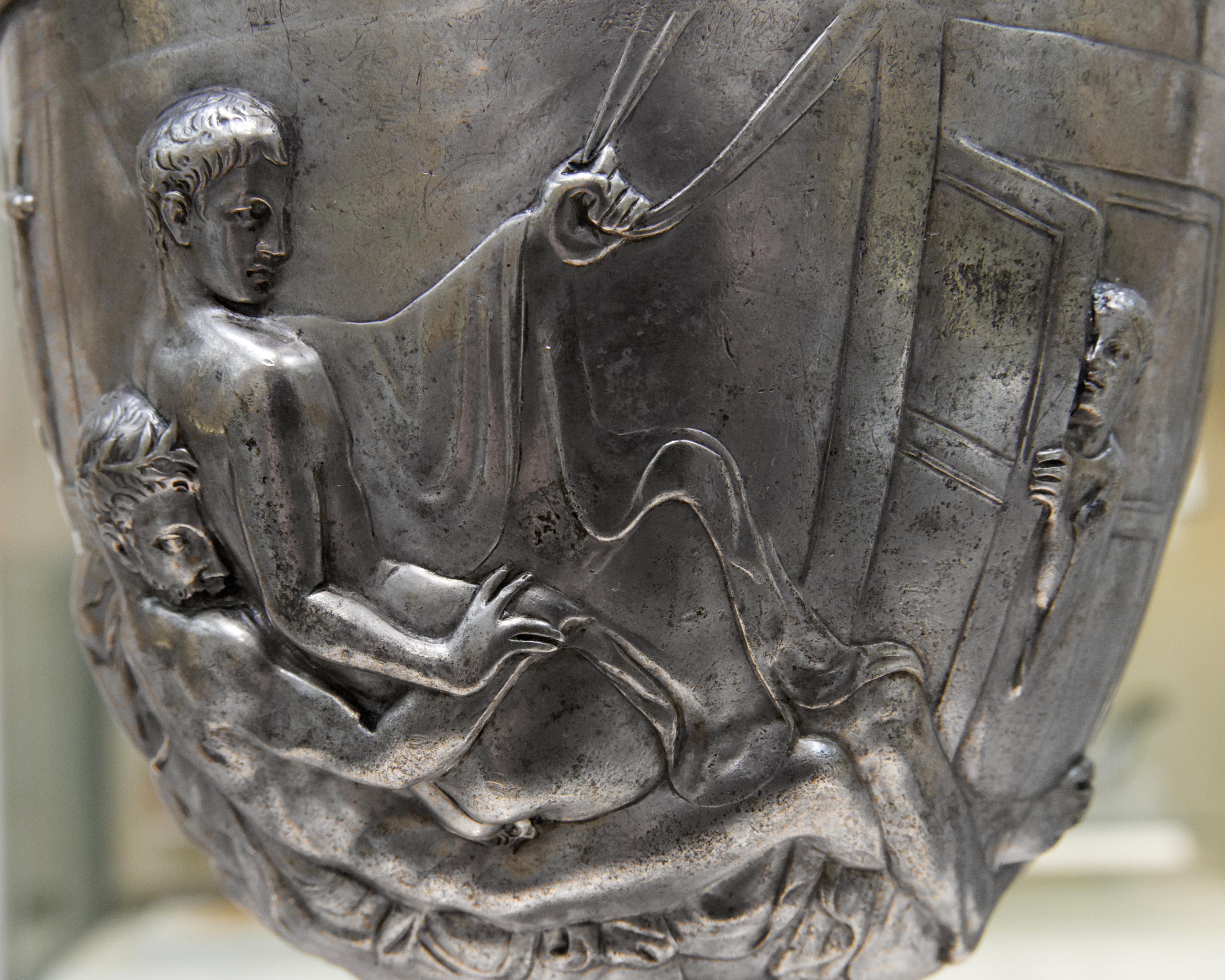
Гомоэротическая сценка на античном кубке Уоррена: мужчина и юноша

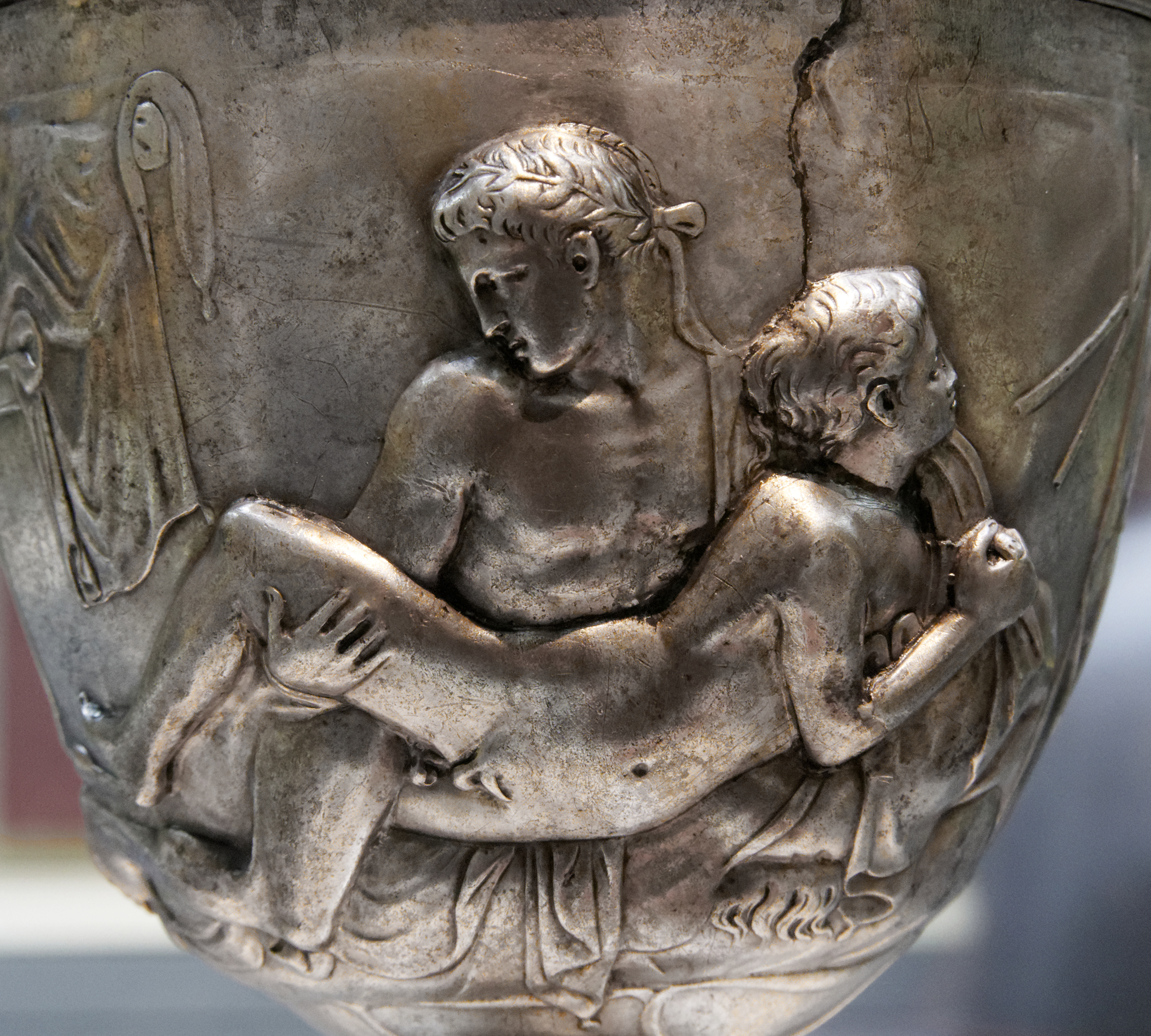
То же, другая сторона: юноша и подросток

Мальчик-проститутка делает минет. Изображение на «спинтрии» — жетоне публичного дома. I—II вв. н. э.

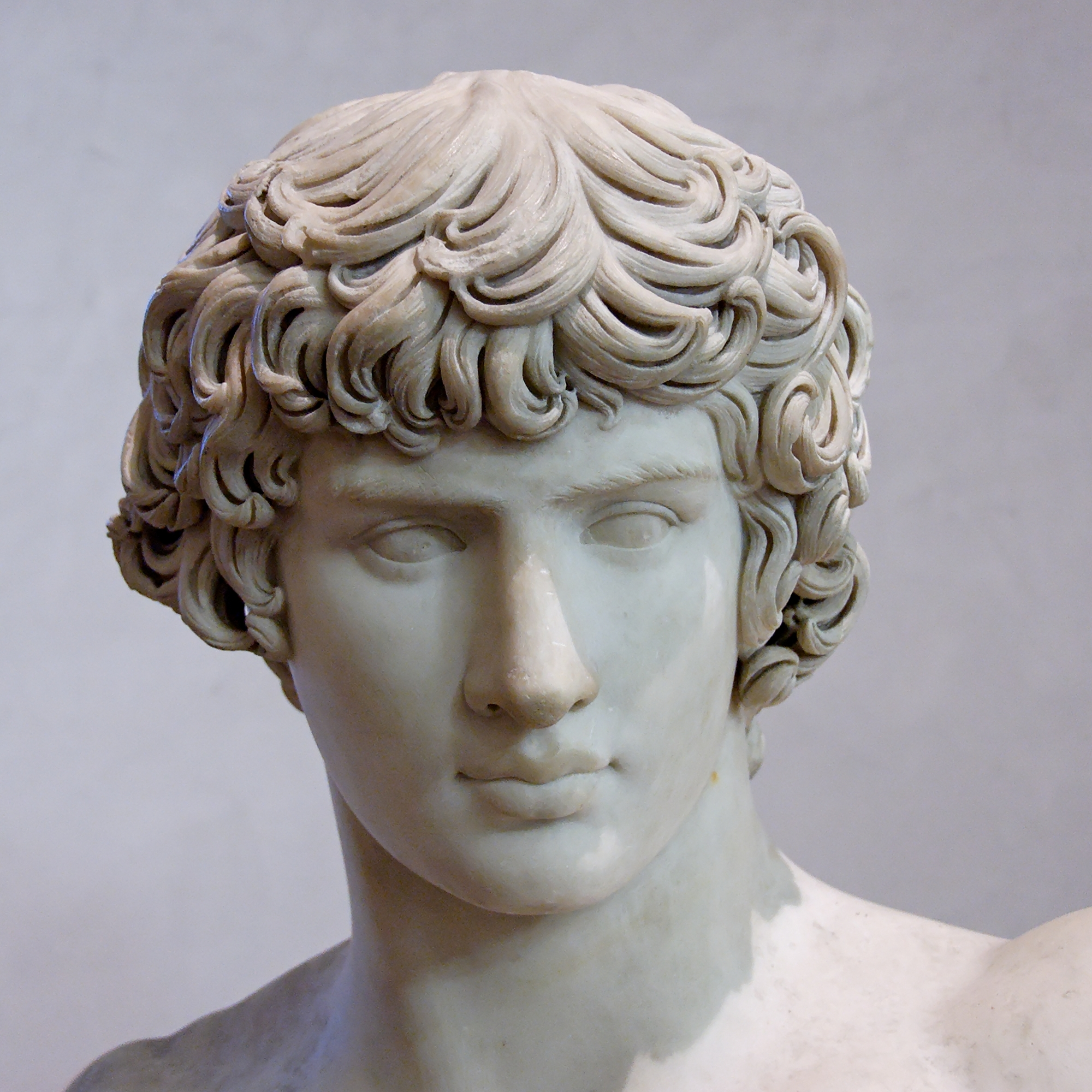
Антиной. Бюст, найденный при раскопках на вилле Адриана в Тибуре (Тиволи)

В Риме отношение к педерастии и к гомосексуальным отношениям вообще изначально было более строгим, чем в Греции. Даже отношение к наготе в раннюю эпоху было таково, что отец не мог мыться в бане со взрослым сыном или тесть — с зятем. Полибий (История, 37. 9) сообщает, что пассивный гомосексуализм считался воинским преступлением и уличенного в нём молодого солдата забивали палками до смерти или до полусмерти. Раннереспубликанские нравы характеризует рассказ Плутарха в его биографии Клавдия Марцелла (завоевателя Сиракуз): в 226 году до н. э. плебейский эдил (или народный трибун) Скантиний Капитолин сделал «гнусное предложение» сыну своего коллеги Марцелла; мальчик отказал и одновременно пожаловался отцу — в результате Марцелл возбудил процесс в сенате, окончившийся для Капитолина крупным штрафом. В Греции судебный процесс по такому поводу был абсолютно немыслим. С этой историей в народе связывали принятие «Скантиниева закона» против «разврата с мальчиками» и «разврата с мужчинами», то есть педерастии и пассивного гомосексуализма (Lex Scantinia; в науке считается, однако, что он, скорее, был предложен народным трибуном Скантинием в 149 году до н. э.). Закон устанавливал за эти деяния штраф в 10 тыс. сестерциев. Разумеется, речь шла только о римских гражданах и их детях; считалось, что римлянин, отдавшись анальному сексу, становится «женоподобным», теряет чувство стыда и в результате, утратив virtus («мужество, доблесть»), оказывается бесполезным и даже вредным общине в гражданском и военном отношениях. Активный секс с рабами и негражданами, с этой точки зрения, не был недопустим для римлянина, хотя и свидетельствовал (как, например, секс с проститутками) о некоторой нравственной распущенности.
С другой стороны, история Марцелла фиксирует начало перелома в нравах. Действительно, примерно с этого времени, а особенно во II веке до н. э., педерастия распространяется в Риме как греческая мода, в числе прочих греческих мод. Но это касается прежде всего отношений с мальчиками-рабами, что рассматривалось просто как один из видов удовольствия и роскоши, наряду, например, с использованием рабынь-наложниц. Консервативные мыслители осуждали педерастию наряду с другими формами потакания своим страстям. Тацит атакует греческие традиции gymnasia et otia et turpes amores (гимнастических школ, праздности и постыдных любовных связей). С другой стороны, Цицерон, подражая Платону, писал любовные эпиграммы, посвящённые своему секретарю, и на этот факт благожелательно, как на пример для подражания, ссылается в своих письмах Плиний Младший (кроме прочего — друг Тацита). Императоры также не отказывали себе в занятиях любовью с представителями мужского пола, чаще всего с мальчиками. Эдуард Гиббон так говорит о первых пятнадцати императорах: «Клавдий был единственным, чей вкус в любовных отношениях был полностью естественным». Действительно, Светоний сообщает как о какой-то курьёзной особенности, что Клавдий «к женщинам страсть питал безмерную, к мужчинам же зато был вовсе равнодушен». Показателен рассказ Светония о Тите: в бытность его наследником власти, в его увлечении мальчиками, как и в наличии любовницы и т. д., римляне видели признак «распущенности», заставлявший их опасаться появления второго Нерона; но придя к власти, Тит немедленно отстранил от себя и мальчиков, и любовницу.

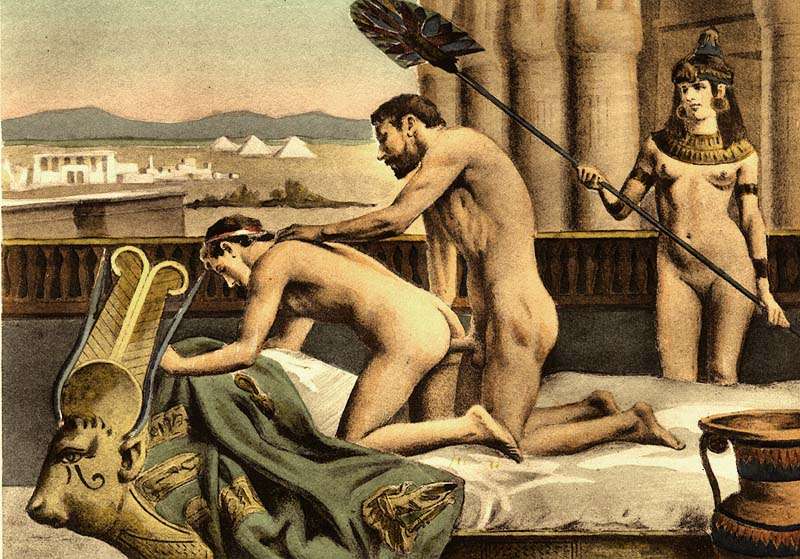
Эдуард-Анри Авриль. «Адриан и Антиной в Египте»

В отличие от Тацита, другие римские писатели не делали попыток применить нравственную оценку к самому явлению педерастии, а хвалили или осуждали её различные стороны. Марциал настаивает на том, что секс с женщиной, даже анальный, не может заменить секса с мальчиком: в одной из эпиграмм (XI, 43) он отвечает жене, которая, застав его с мальчиком, бранится и предлагает сделать «то же самое» с ней: он приводит примеры богов и героев, которые, имея жен и любовниц, тем не менее брали в любовники юношей (Зевс, Аполлон, Геракл, Ахилл). Поэтому избегай, говорит он жене, давать вещам мужские имена: у женщин просто есть два влагалища. Любовное стремление к подростку, не подкреплённое реальной физической способностью — составляет основу сюжета «Сатирикона» Петрония.
Среди римлян педерастия достигла своего последнего зенита во время правления любителя Греции императора Адриана. Человек, чья страсть по отношению к мальчикам была так же сильна, как у его предшественника Траяна, он влюбился в Антиноя, грека-подростка, но его любовь была разбита ранней смертью мальчика (Антиной утонул, купаясь в Ниле), после чего Адриан официально обожествил его и воздвиг ему статуи по всей Империи.

## Другие народы древности
Педерастия в древние времена не была исключительно прерогативой греков и римлян. Афиней в своей книге «Пир мудрецов» (XIII 603a) утверждает, что кельты тоже этим занимались и, несмотря на красоту их женщин, предпочитали любовь мальчиков. Некоторые регулярно укладывались на шкуры животных, имея по любовнику с каждой стороны. Другие античные писатели тоже свидетельствуют о том, что существовала кельтская педерастия (Аристотель и Диодор Сицилийский). Некоторые современники интерпретируют слова Афинея так, что у кельтов было с каждой стороны именно по мальчику, но эта интерпретация ставится под сомнение Хаббардом[каким?], который считает, что с одной стороны был мальчик, а с другой — женщина.
Персидская педерастия и её истоки упоминались ещё в древности. Геродот (История, I.135) утверждал, что персы переняли её от греков: «Персы предаются всевозможным наслаждениям и удовольствиям по мере знакомства с ними. Так, они заимствовали от эллинов любовное общение с мальчиками». Однако Плутарх утверждает, что персы использовали мальчиков-евнухов «по-гречески» задолго до каких-либо контактов между их культурами.

## Христианство
С расцветом христианства педерастия и вообще гомосексуализм были запрещены (Феодосием I в IV в. было установлено сожжение за пассивный гомосексуализм, Юстинианом в VI в. — и за активный), так как это признавалось грехом, противоречащим учению Библии. Это представление базировалось в частности на запрете мужского гомосексуализма в Ветхом Завете: в книге Левит (18:22) говорится: «не ложись с мужчиною, как с женщиною: это мерзость». То же самое говорится в Новом Завете в посланиях апостола Павла: «Или не знаете, что неправедные Царства Божия не наследуют? Не обманывайтесь: ни блудники, ни идолослужители, ни прелюбодеи, ни малакии, ни мужеложники […] — Царства Божия не наследуют» (1Кор. 6:9—10). Даже говорить о педерастии было признано аморальным: «Разговоры о греховных деяниях, такие как о прелюбодеяниях, педерастии и тому подобные уместно названы непотребными (постыдными)», и христианам их следовало «пресекать». Тем не менее, педерастия была широко распространена в Италии эпохи Возрождения.

## Постклассические и современные формы

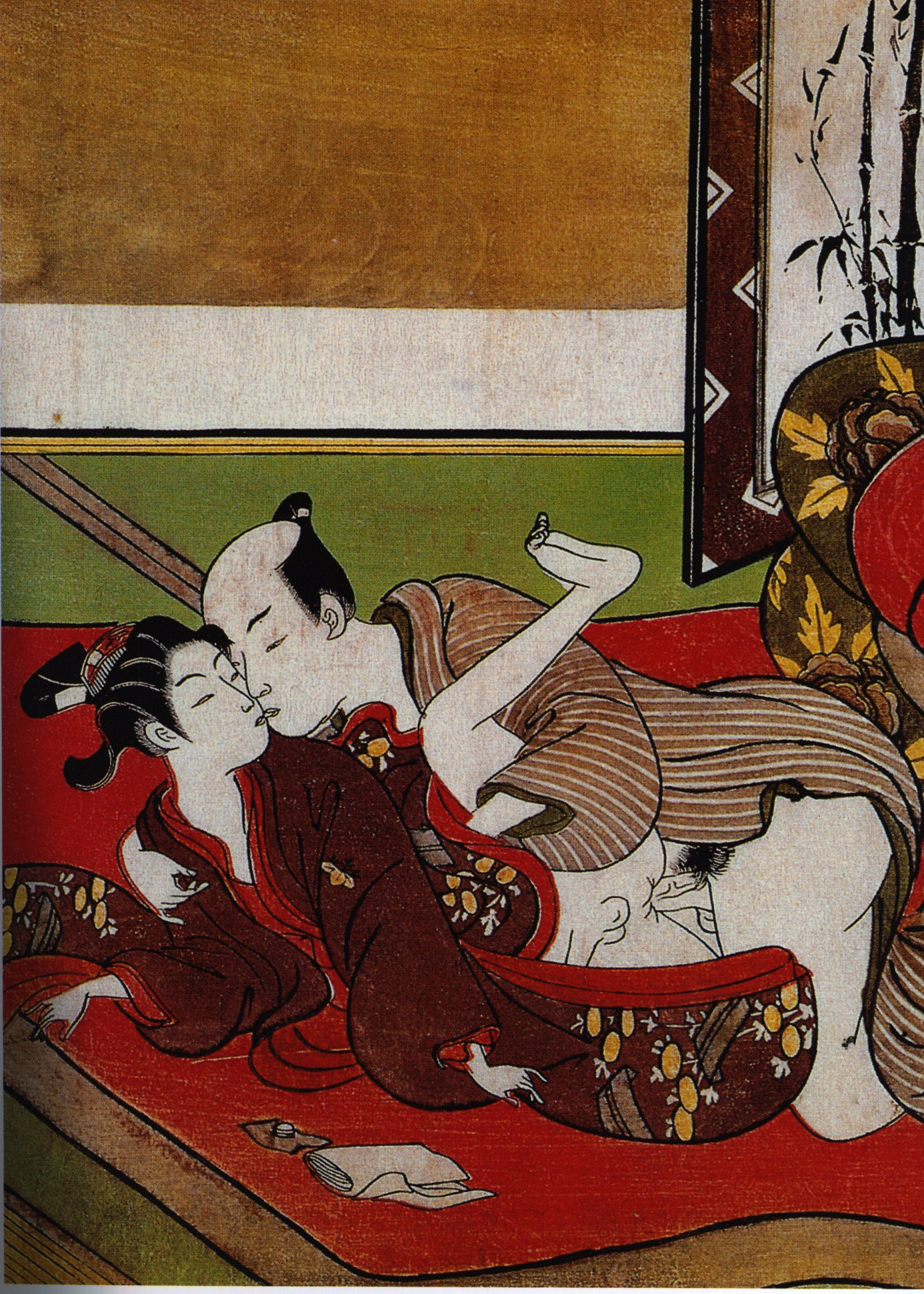
Сюнга Судзуки Харунобу

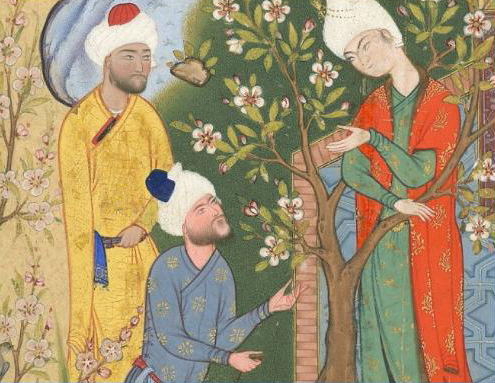
Юноша беседует с поклонником. Миниатюра к поэме Джами «Семь престолов», между 1556—1565, Мешхед

Формы педерастии были отмечены в древней Японии, в Индии до её колонизации англичанами, среди ацтеков до того как их покорили испанцы, в Китае и Центральной Азии до начала XX века. Среди японских самураев педерастия приняла педагогический характер, напоминающий о Древней Греции, и сложился институт под названием сюдо — «путь юноши», просуществовавший до конца XIX века. Кроме того, гомосексуальной проституцией занимались молодые актёры театра кабуки, игравшие женские роли. Японцы считали, что педерастия проникла к ним из Китая.
Ислам изначально резко отрицательно относился ко всяким гомосексуальным контактам, прямо запрещённым Кораном. Однако с перенесением столицы в Багдад при дворе халифов расцвела любовь к мальчикам. Уже в начале VIII века появляется арабская гомоэротическая поэзия, которой впоследствии подражал Пушкин («Отрок милый, отрок нежный! Не стыдись — навек ты мой…»). Поэт Абу Нувас (757—814) открыто воспевает прелесть мальчишеского тела, ставя любовь к безбородым мальчикам и даже к тем, кто уже начинает бриться, выше любви к женщинам: «Моё перо спотыкается на передней стороне листа бумаги, но великолепно скользит с задней стороны». Поэт Мухаммад ибн Давуд Аль Захири доказывал, что любовь к мальчикам является наиболее возвышенной; по преданию, сам он умер от чистой любви к юноше.
Эти отношения распространились и в персидском мире, несмотря на то, что ранее зороастризм запрещал всякий гомосексуализм.
Эмир ибн Искандер, автор знаменитого поучения «Зеркало для принцев», (XI век) рекомендует своему старшему сыну не пренебрегать ни женщинами, ни юношами, предпочитая первых зимой, а вторых — летом. Отношения султана Махмуда Газневи и его юного раба Аяза стали в персидской поэзии хрестоматийным примером любви. Тема духовно-созерцательной или откровенно-чувственной любви к красивым мальчикам занимает важное место в творчестве Саади и Хафиза. На этой почве в ряде исламских обществ (Персия, Афганистан, Северная Африка) расцвела мужская проституция, которая сделала Северную Африку «раем» для европейских гомосексуалов XIX — первой половины XX века (особенно известны романы с алжирскими мальчиками Оскара Уайльда и Андре Жида, которые посетили эту страну совместно). В Персии эпохи Сефевидов мужские публичные дома, именовавшиеся «домами безбородых» (амрад хана) были юридически признаны и платили налоги.
Элементы педерастии до сих пор встречаются в Афганистане, на Ближнем Востоке и Северной Африке. В 2009 году британская армия даже заказала исследование о сексуальных традициях афганцев, так как солдат шокировали наблюдаемые ими факты открытой педерастии. В исследовании сообщалось, что педерастия широко распространена среди пуштунов под именем «бача-бази» (перс. بچه بازی‎, «игра с мальчиками»); «мальчики ценятся за физическую красоту и отдаются в обучение старшим мужчинам для сексуальной инициации», а влиятельные люди содержат гаремы из мальчиков, что повышает их социальный статус.

## Педерастия в России
Педерастия и гомосексуальность мало и спорадически упоминаются в древнерусских источниках; так, монастырские уставы преподобного Ефросина Псковского и преподобного Иосифа Волоцкого запрещали пускать в монастыри подростков, а митрополит Московский Макарий в 1552 году писал, что в царском войске, направленном для взятия Казани (столицы Казанского ханства) и стоявшем в Свияжске, «безумием своим и законопреступлением безсрамно и безстудно <бесстыдно> блуд содевающе со младыми юношами, содомское злое, скаредное и богомерзкое дело».
При этом иностранных путешественников шокировало широкое и открытое распространение на Московской Руси педерастии и гомосексуальности вообще, которая там, в отличие от Западной Европы, не преследовалась по закону. Английский поэт Джордж Тэрбервилл, посетивший Москву в составе дипломатической миссии в 1568 году, писал:

Хоть есть у мужика достойная супруга,

Он ей предпочитает мужеложца-друга.

Он тащит юношей, не дев, к себе в постель.

Вот в грех какой его ввергает хмель.
Оригинальный текст (рус.)Подстрочник: Даже если у мужика есть веселая красивая жена, потакающая его звериной похоти, он все равно предается содомскому греху. Чудовище с большей охотой ляжет в постель с мальчиком, нежели с любой девкой. На пьяную голову совершает он такой грязный грех. Женщина, дабы отплатить за ночные мужние измены, по примеру супруга бросается во все тяжкие.

В XVIII веке Михаил Ломоносов утверждал, что «монашество в молодости ничто иное есть, как чёрным платьем прикрытое блудодеяние и содомство». Сохранилось письмо Александра Пушкина к известному гомосексуалу, бессарабскому вице-губернатору Филиппу Вигелю, в котором он рекомендует Вигелю трёх братьев-молдаван: «из трёх знакомцев, думаю, годен на употребление в пользу собственно самый меньшой: NB он спит в одной комнате с братом Михаилом и трясутся немилосердно — из этого можете вывести важные заключения, представляю их вашей опытности и благоразумию». Сам Пушкин, предположительно в целом далёкий от гомосексуальности, написал однако два стихотворения, стилизующие педерастические мотивы арабско-персидской поэзии (открыто педерастическое «Подражание арабскому», при жизни поэта не опубликованное, и «Из Гафиза», посвящённое молодому поручику полка мусульманской милиции Фаргат-беку).

## Античная педерастия в современной культуре

### Кинематограф
- «Сатирикон», реж. Федерико Феллини (1969)